# استاف
استاف (به لاتین: Astaf، به ارمنی: هاستاپ Հացտափ) منطقه‌ای مسکونی در غرب جمهوری آذربایجان است که در شهرستان داش‌کسن واقع شده‌است. استاف ۳۶۱ نفر جمعیت دارد.